# Annentag

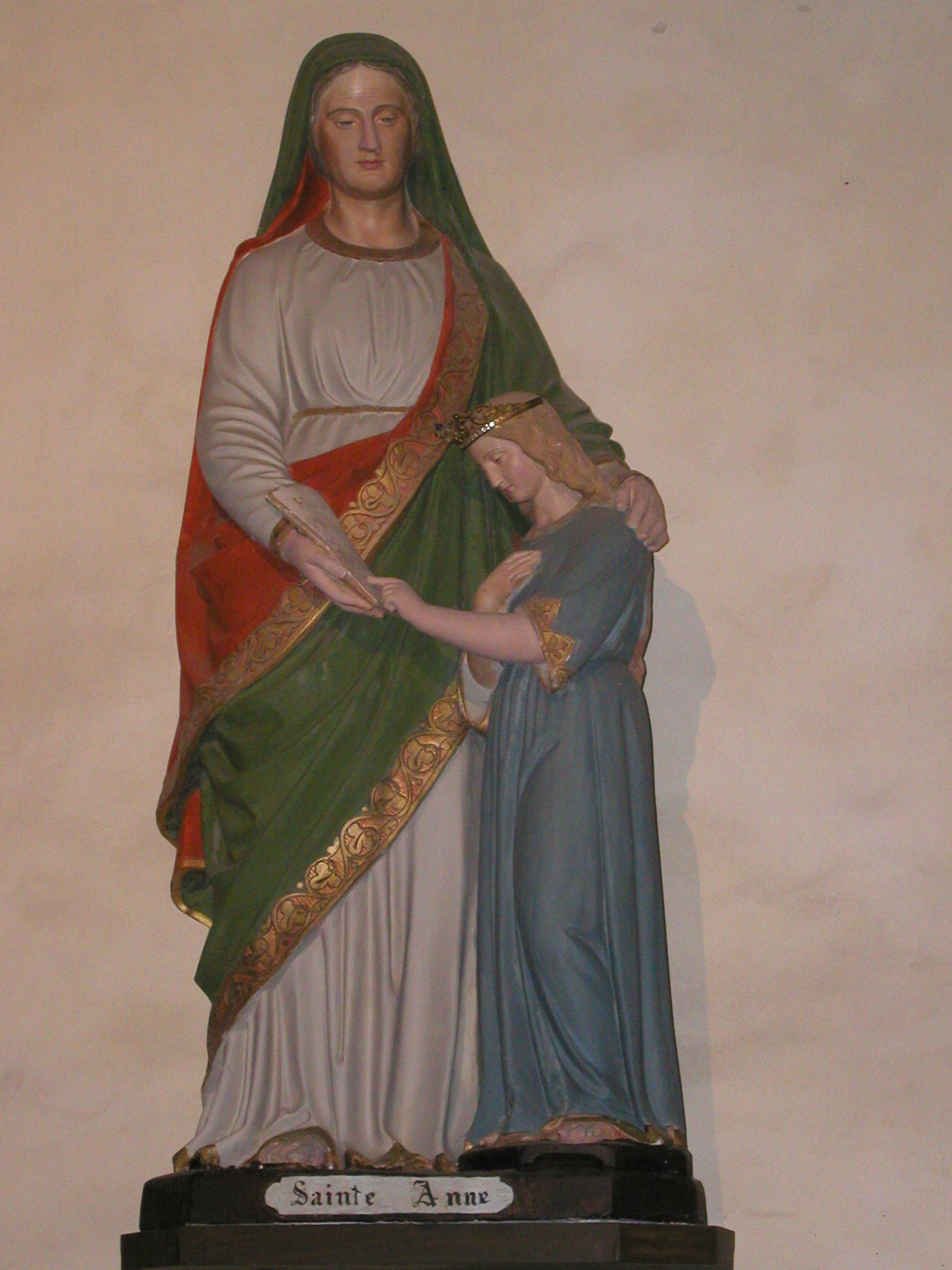
Statue der heiligen Anna in der Kirche von Saint-Thégonnec in der Bretagne

Der Annentag (auch Annatag oder Annenfest) ist der 26. Juli. An dem Tag gedenken Katholiken der heiligen Anna, der Mutter von Maria. Die heilige Anna ist u. a. die Schutzheilige der Ehefrauen, Bergleute, Schiffer und die Beschützerin der Armen und gegen die Gefahren von Gewittern. Es ist der Namenstag für Anna.

## Veranstaltungen

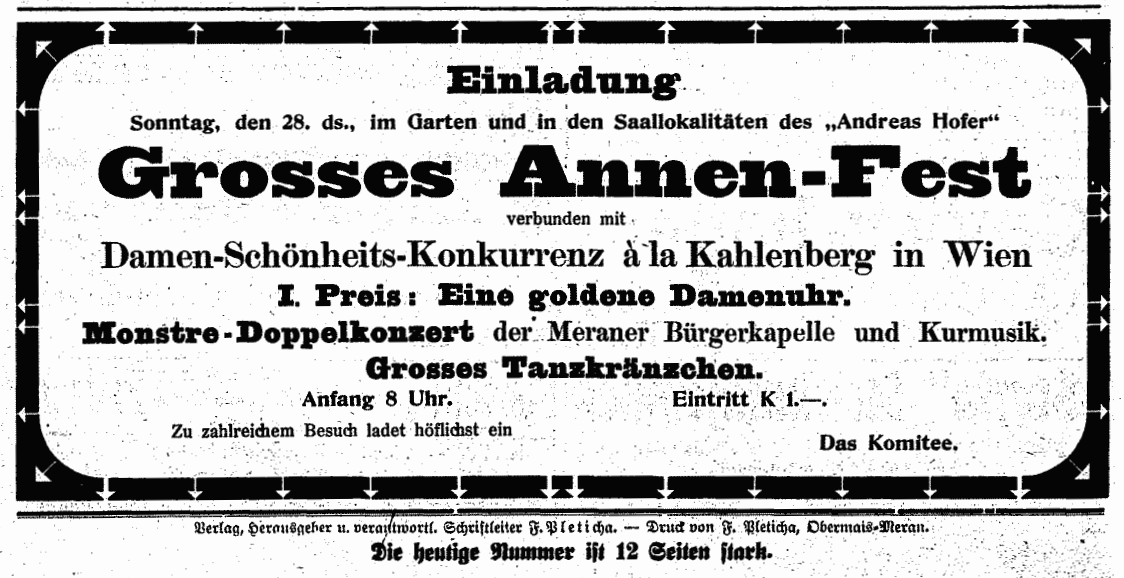
Ankündigung des Annenfests als Schönheitswettbewerb in Meran 1907

Der Annentag wird in verschiedenen Städten teils als reines kirchliches Fest, teils (z. B. in Franken und Westfalen) als Volksfest begangen.
- Ein Annafest findet in jedem Jahr auch in Düren statt und wird dort auch Annakirmes genannt.
- Eine halbe Million Besucher zählt das Forchheimer Annafest jedes Jahr.
- Ebenso wird im ostwestfälischen Brakel der Annentag mit einer Kirmes gefeiert.[1]
- Als rein religiöses Fest wird das Annafest im baden-württembergischen Städtchen Fridingen an der Donau begangen. Nachdem im Jahr 1818 die Fridinger Annakapelle geschlossen worden war, wurde den Bürgern 1869 die Feier des Annafestes wieder erlaubt. Seither feiern die Fridinger das Annafest mit einem feierlichen Gottesdienst, einer Sakramentsprozession und seit 1958 auch mit einer Lichterprozession.[2]
- In Staufen im Breisgau ist Anna die Patronin der Stadt. Ihr Fest wird am letzten Sonntag des Juli mit einer Eucharistiefeier auf dem Marktplatz mit anschließender Prozession durch die Stadt gefeiert. Ein Volksfest, das ökumenisch organisiert wird, schließt sich daran an.
- Alljährlich findet in Sauerlach, einer Gemeinde im oberbayerischen Landkreis München, am 26. Juli das St.-Anna-Fest statt. Bittgänger aus Sauerlach und Umgebung treffen sich bei der Waldkapelle St.-Anna zu Staucharting zu einer Feldmesse mit anschließender Pferdesegnung.
- In der Steiermark war der Annatag als bäuerlicher Feiertag arbeitsfrei, und wurde nach dem Kirchgang zum Besuch von Vieh und Almpersonal genutzt.

## Bauernregeln
- Sankt Anna klar und rein, wird bald das Korn geborgen sein.[3]
- Ist Sankt Anna erst vorbei, kommt der Morgen kühl herbei.